# ۲۳ تیر
۲۳ تیر صد و شانزدهمین روز از سال در گاه‌شماری خورشیدی است. به پایان سال ۲۴۹ روز (۲۵۰ روز در سال کبیسه) باقی‌است.

## رویدادها
- ۱۳۳۰ - تظاهرات حامیان حزب توده که در این مجموعه تظاهرات که در اعتراض به ورود آورل هریمن برگزار شد ۲۰ نفر در تهران جان خود را از دست دادند و در خوزستان ۱۷ نفر کشته و ۱۵۱ نفر مجروح شدند.[۱]
- ۱۳۳۷. کودتا در عراق، پایان سلطنت و پایه‌گذاری جمهوری.

## زادروزها
- ۱۲۹۱ - صبار فرمانفرمائیان، پزشک و سیاستمدار ایرانی، وزیر بهداری دولت محمد مصدق و رئیس انستیتو پاستور ایران
- ۱۳۲۳ - لیلی گلستان، مترجم و نگارخانه‌دار
- ۱۳۵۴ - هومن حاجی عبداللهی، بازیگر، مجری
- ۱۳۵۹ - پولاد کیمیایی، بازیگر
- ۱۳۶۰ - علیرضا محمد، بازیکن فوتبال

## درگذشت‌ها
- ۱۳۶۵ - مهدی حمیدی شیرازی، شاعر و ادیب
- ۱۳۷۳ - عبدالهادی حائری، مورخ
- ۱۳۸۲ - امانوئل ملیک اصلانیان، پیانیست و آهنگساز ارمنی‌تبار
- ۱۳۸۲ - بابا صفری، تاریخنگار
- ۱۳۸۲ - کیوان تابش، کشته شد
- ۱۳۸۸ - امیر جوادی‌فر، دانشجوی رشته مدیریت صنعتی دانشگاه آزاد اسلامی واحد قزوین بود که در بازداشتگاه کهریزک کشته شد
- ۱۳۹۴ - منصور نریمان، نوازنده بربت
- ۱۳۹۵ - جمشید ارجمند، روزنامه‌نگار و ترانه‌سرا
- ۱۳۹۶ - مریم میرزاخانی، ریاضی‌دان ایرانی-آمریکایی و استاد دانشگاه استنفورد
- ۱۳۹۹ - عیسی جعفری، نماینده حوزه انتخابیه بهار (همدان) و کبودرآهنگ
- ۱۴۰۰ - کاوه فرزانه، عکاس
- ۱۴۰۴ - آزاده خورشیددوست، بازیگر
- ۱۴۰۴ - یعقوب صباحی، بازیگر